# The Optimist – Eine Familie mit besonderer Note
The Optimist – Eine Familie mit besonderer Note (Originaltitel: The Elder Son) ist eine US-amerikanische Filmkomödie aus dem Jahr 2006. Regie führte Marius Balchunas, der gemeinsam mit Scott Sturgeon auch das Drehbuch schrieb.

## Handlung
Der russischstämmige Musiker Max lebt in Los Angeles. Eines Tages lernt er Bo kennen, der sich vor der Polizei versteckt und den Musiker gemeinsam mit einem Komplizen bestehlen will. Bo behauptet, er sei der verschollene Sohn von Max. Er verliebt sich später in die Tochter des Musikers Lolita.

## Kritiken
Peter Martin schrieb in Cinematical vom 6. August 2007, der Film habe – wie Heavens Fall – geringe Chancen, in die Kinos zu kommen.

## Hintergründe
Die Weltpremiere fand am 31. Oktober 2006 auf dem Australian International Film Festival statt. Am 18. Oktober 2007 wurde der Film auf dem Hamptons International Film Festival gezeigt. Im Jahr 2008 wurde er auf den Internationalen Filmfestspielen von Cannes vorgeführt, wo er jedoch zu den am Rande des Festivals gezeigten B-Movies zugerechnet wurde.